# Bernhardine Ida Sostmann
Bernhardine Ida Sostmann (* 30. August 1805 in Hannover; † 24. Februar 1880 in Hamburg) war eine deutsche Schauspielerin.

## Leben
Bernhardine Ida Sostmann debütierte am 13. Oktober 1826 als Louise in August von Kotzebues Stück Armut und Edelsinn am Stadttheater Hamburg, wo sie auch ihr erstes Engagement antrat.
Nach Engagements an verschiedenen deutschen Bühnen war sie von 1838 bis 1854 erneut am Hamburger Stadttheater. 1855 ging sie in den Ruhestand und wurde Konventualin am Reformierten Stift.